# Carnival Fantasy
Carnival Fantasy, entrata in servizio nel 1990 con il nome di Fantasy, è stata una nave da crociera della Carnival Cruise Lines, prima nave della classe Fantasy.
Ha terminato la sua carriera operativa il 28 luglio 2020 quando, arrivata ad Aliağa, sono iniziate le procedure preliminari per la demolizione.

## Porto di armamento
- Mobile, Alabama

## Navi gemelle
- Carnival Ecstasy
- Carnival Sensation
- Carnival Fascination
- Carnival Imagination
- Carnival Inspiration
- Carnival Elation
- Carnival Paradise